# المحميات في العراق
المحميات هي مناطق طبيعية ذات حدود معينة تتمتع بالحماية القانونية والشرعية للمحافظة على تنوعها الإحيائي الحيواني والنباتي من الاستغلال الجائر أو التغيرات الطبيعية المهلكة، وأن التدهور الذي زادت حدته خلال الآونة الأخيرة يعد من أخطر المشكلات البيئية التي صنعها الإنسان نتيجة لتعامله غير العقلاني مع بيئته، مما يتوجب عليه القيام بعمل محميات لحماية النباتات النادرة والحيوانات المعرضة للأنقراض.

## محمية كصيبة
تقع في في قضاء المدائن في أطراف العاصمة بغداد، على مساحة (157) دونم، وتم عملها لحفظ الأنواع والأصناف العراقية من خطر الانقراض.
وتتضمن المحمية أشجار ونباتات عراقية، بالإضافة إلى غزال الريم.

## محمية النجف
وتعد من أكبر محميات العراق باشرت وزارة الزراعة بأنشائها عام 2013, غربي محافظة النجف بمساحة 3000 دونم لحماية الطيور والحيوانات النادرة والنباتات البرية المهددة بالانقراض.
كما أنها ستسهم بالحد من التصحر ومقاومة العواصف الترابية.
وتحتوي المحمية على 30 نعامة و50 غزال من نوع الريم العراقي و16.000 نوع من الأشجار والنباتات، فضلاً عن إنشاء بحيرة في المحمية بمساحة 7 دونم لجذب الطيور المهاجرة وخلق بيئة مناسبة لها للتكاثر.

## أهوار العراق
هي مجموعة المسطحات المائية التي تغطي الأراضي المنخفضة الواقعة في جنوبي السهل الرسوبي العراقي، وتكون على شكل مثلث تقع مدن العمارة والناصرية والبصرة على رؤوسه. وتتسع مساحة الأراضي المغطاة بالمياه وقت الفيضان في اواخر الشتاء وخلال الربيع وتتقلص أيام الصيهود. وتتراوح مساحتها 35–40  الف كيلو متر مربع.
في يوم 17 يوليو تموز 2016 وافق اليونسكو على وضع الأهوار ضمن لائحة التراث العالمي كمحمية طبيعية دولية بالإضافة إلى المدن الأثرية القديمة الموجودة بالقرب منها مثل أور و إريدو و الوركاء.

## محمية الريم
هي محمية للغزلان في قضاء علي الغربي في محافظة ميسان جنوب العراق، تعد المحمية من المشاريع المهمة التي تهدف إلى زيادة أعداد الغزلان وحمايتها من الإنقراض، مساحة المحمية تبلغ (500) دونماً مسيجة، وستضاف لها (2000) دونماً أخرى، وهي من أكبر المحميات في العراق.